# Hoa hậu Hoàn vũ 2002
Hoa hậu Hoàn vũ 2002 là cuộc thi Hoa hậu Hoàn vũ lần thứ 51 được tổ chức vào ngày 29 tháng 5 năm 2002 tại Sân vận động Roberto Clemente, San Juan, Puerto Rico. Có tất cả 75 thí sinh tham gia cuộc thi năm nay. Vào cuối đêm chung kết, Hoa hậu Hoàn vũ 2001 Denise Quiñones đến từ Puerto Rico đã trao lại vương miện cho Oxana Fedorova đến từ đất nước Nga. Tuy nhiên, chỉ sau 4 tháng, cô Oxana bị truất ngôi vì "không làm tròn bổn phận của một hoa hậu" và ngôi vị hoa hậu được trao cho cô Justine Pasek đến từ Panama.
Đây là lần đầu tiên trong lịch sử của cuộc thi mà Á hậu 1 đoạt được danh hiệu Hoa hậu Hoàn vũ khi người chiến thắng ban đầu không hoàn thành nhiệm vụ của mình. Đây là chương trình Hoa hậu Hoàn vũ cuối cùng được phát sóng trên đài CBS. Bắt đầu với ấn bản cuộc thi Hoa hậu Hoàn vũ tiếp theo, NBC đã đồng sở hữu cuộc thi cùng với Donald Trump và bắt đầu đảm nhiệm phát sóng truyền hình cuộc thi.

## Kết quả

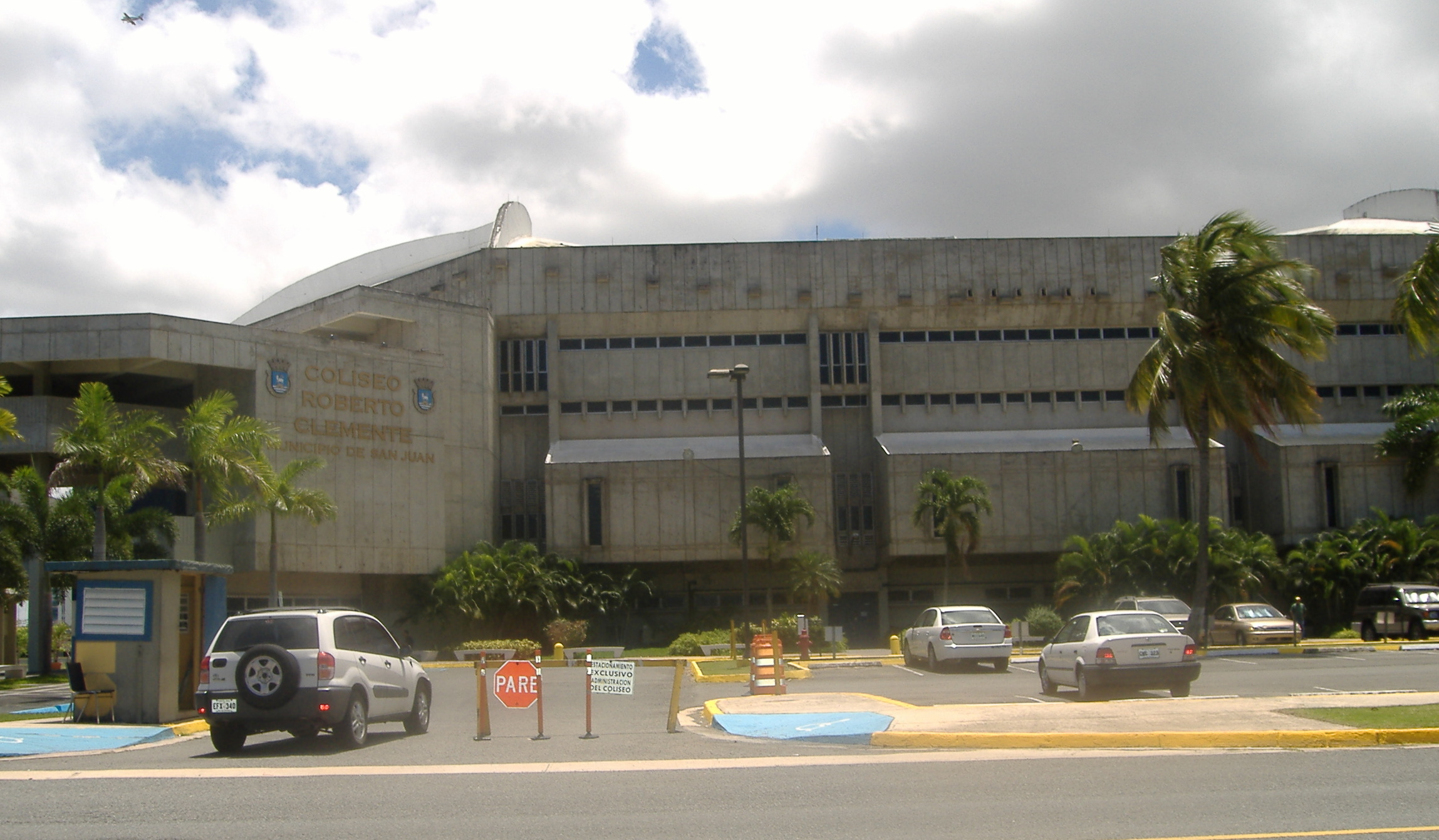
Sân vận động Roberto Clemente ở San Juan, Puerto Rico, địa điểm chính thức diễn ra cuộc thi Hoa hậu Hoàn vũ 2002.

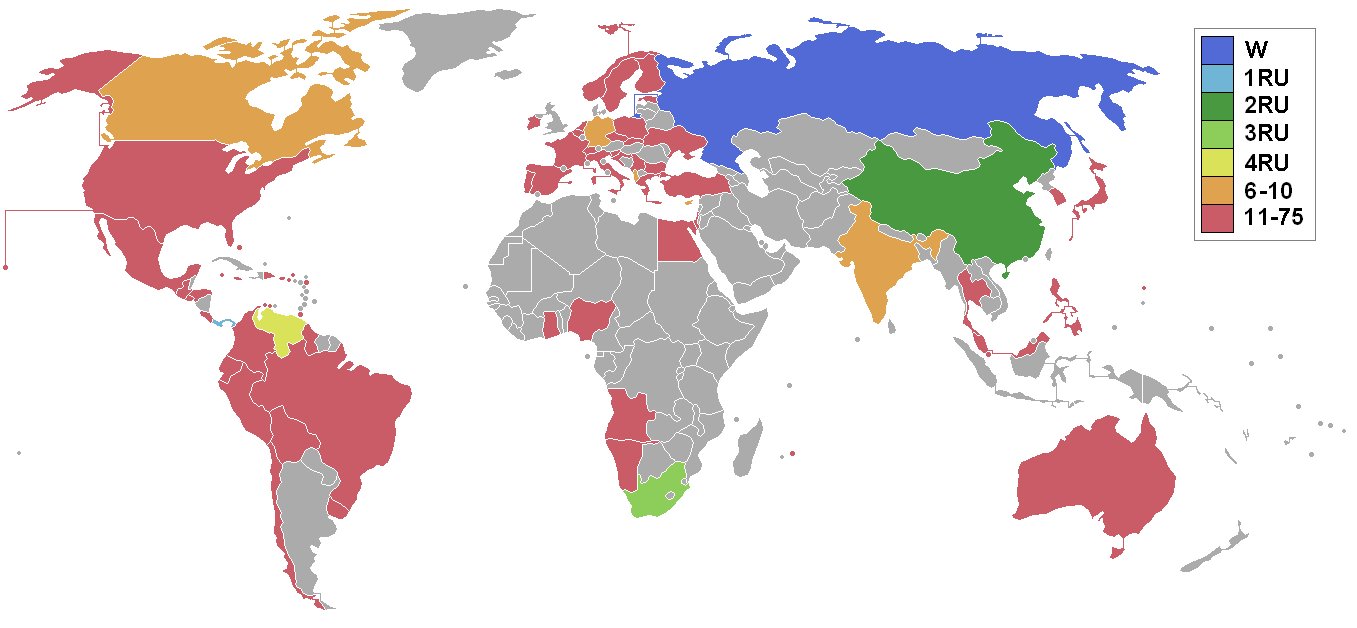
Các quốc gia và lãnh thổ tham gia Hoa hậu Hoàn vũ 2002 và kết quả.

### Thứ hạng
| Kết quả              | Thí sinh |
| -------------------- | --- |
| Hoa hậu Hoàn vũ 2002 | - Panama – Justine Pasek (thay thế ngôi vị) - Nga – Oxana Fedorova (truất ngôi)                                             |
| Á hậu 2              | - Trung Quốc – Zhuo Ling |
| Á hậu 3              | - Nam Phi – Vanessa Carreira                                                                                                |
| Á hậu 4              | - Venezuela – Cynthia Lander                                                                                                |
| Top 10               | - Albania – Anisa Kospiri - Canada – Neelam Verma - Síp – Demetra Eleftheriou - Đức – Natascha Börger - Ấn Độ – Neha Dhupia |

### Chung kết
| Quốc gia   | Áo tắm    | Dạ hội    | Trung bình |
| ---------- | --------- | --------- | ---------- |
| Nga        | 9.88 (1)  | 9.64 (1)  | 9.760 (1)  |
| Panama     | 8.79 (7)  | 8.92 (3)  | 8.855 (4)  |
| Trung Quốc | 8.88 (5)  | 9.15 (2)  | 9.015 (3)  |
| Nam Phi    | 8.90 (4)  | 8.79 (6)  | 8.845 (5)  |
| Venezuela  | 9.29 (2)  | 8.83 (5)  | 9.060 (2)  |
| Đức        | 8.81 (6)  | 8.84 (4)  | 8.825 (6)  |
| Síp        | 9.15 (3)  | 8.49 (8)  | 8.820 (7)  |
| Albania    | 8.34 (8)  | 8.51 (7)  | 8.425 (8)  |
| Ấn Độ      | 8.32 (9)  | 8.10 (10) | 8.210 (9)  |
| Canada     | 7.99 (10) | 8.39 (9)  | 8.190 (10) |

     Hoa hậu
     Á hậu 1
     Á hậu 2
     Á hậu 3
     Á hậu 4
     Top 10
(#)  Xếp hạng ở mỗi phần thi

### Thứ tự gọi tên
| 1. Albania 2. Nga 3. Nam Phi 4. Ấn Độ 5. Đức 6. Síp 7. Canada 8. Panama 9. Trung Quốc 10. Venezuela | 1. Panama 2. Trung Quốc 3. Nam Phi 4. Venezuela 5. Nga |

### Trang phục dân tộc đẹp nhất
| Kết quả   | Thí sinh                             |
| --------- | ------------------------------------ |
| Giải Nhất | - Colombia – Vanessa Mendoza         |
| Giải Nhì  | - Puerto Rico – Isis Casalduc        |
| Giải Ba   | - Cộng hòa Dominican – Ruth Ocumárez |

### Các giải thưởng đặc biệt
| Giải thưởng                 | Thí sinh                                |
| --------------------------- | --------------------------------------- |
| Hoa hậu Thân thiện          | - Quần đảo Virgin (Mỹ) – Merlisa George |
| Hoa hậu Ảnh                 | - Puerto Rico – Isis Casalduc           |
| Hoa hậu mặc Áo tắm đẹp nhất | - Nga – Oxana Fedorova                  |

## Giám khảo
- Marisol Malaret - Hoa hậu Hoàn vũ 1970 đến từ Puerto Rico
- Nicole Miller - Nhà thiết kế thời trang người Mỹ
- Marshall Faulk - Cầu thủ bóng đá người Mỹ
- Oswald Mendez - Người từng tham gia The Amazing Race 2
- Amir - Nhà thiết kế thời trang
- Tatjana Patitz - Siêu mẫu
- Tyrese Gibson - Nhà giải trí người Mỹ
- Yue-Sai Kan - Nữ doanh nhân và diễn viên nổi tiếng của Trung Quốc
- Christopher McDonald - Diễn viên người Mỹ
- Ethan Zohn - Người chiến thắng cuộc thi "Sống sót ở Châu Phi" (Survivor: Africa)

## Nhạc nền
- Phần thi Áo tắm: "Would You...?"  của nhóm nhạc "Touch and Go".
- Phần thi Trang phục dạ hội: "Dancing with the Muse" của Chris Spheeris (trình diễn trực tiếp).

## Thí sinh tham gia
Cuộc thi có tổng cộng 75 thí sinh tham gia:
| Quốc gia/Lãnh thổ     | Thí sinh                 |
| --------------------- | ------------------------ |
| Albania               | Anisa Kospiri            |
| Angola                | Giovana Leite            |
| Antigua & Barbuda     | Aisha Ralph              |
| Aruba                 | Deyanira Frank           |
| Úc                    | Sarah Davies             |
| Bahamas               | Nadia Albury             |
| Bỉ                    | Ann van Elsen            |
| Bolivia               | Paola Coimbra            |
| Brazil                | Josiane Oliveira         |
| Quần đảo Virgin (Anh) | Anastasia Tonge          |
| Bulgaria              | Elina Georgirva          |
| Canada                | Neelam Verma             |
| Quần đảo Cayman       | Shannon McLean           |
| Chile                 | Nicole Ladrón de Guevara |
| Trung Quốc            | Trác Linh                |
| Colombia              | Vanessa Mendoza          |
| Costa Rica            | Merilyn Villalta         |
| Croatia               | Ivana Paris              |
| Curaçao               | Ayanette Statia          |
| Síp                   | Demetra Eleftheriou      |
| Cộng hòa Séc          | Diana Kobzanová          |
| Cộng hòa Dominican    | Ruth Ocumárez            |
| Ecuador               | Isabel Ontaneda-Pinto    |
| Ai Cập                | Sally Shaheen            |
| El Salvador           | Elisa Sandoval           |
| Estonia               | Jana Tafenau             |
| Phần Lan              | Janette Broman           |
| Pháp                  | Sylvie Tellier           |
| Đức                   | Natascha Börger          |
| Ghana                 | Stephanie Walkins-Fia    |
| Hy Lạp                | Lena Paparigopoulou      |
| Guatemala             | Carina Velasquez         |
| Guyana                | Mia Rahaman              |
| Honduras              | Erika Ramirez            |
| Hungary               | Edit Friedl              |
| Ấn Độ                 | Neha Dhupia              |
| Ireland               | Lisa O'Sullivan          |
| Israel                | Yamit Har-Noy            |
| Ý                     | Anna Rigon               |
| Jamaica               | Sanya Hughes             |
| Nhật Bản              | Mina Chiba               |
| Kenya                 | Julie Njeru              |
| Hàn Quốc              | Kim Min-kyoung           |
| Malaysia              | Karen Lit Eit Ang        |
| Mauritius             | Karen Alexandre          |
| México                | Ericka Cruz              |
| Namibia               | Michelle Heitha          |
| Hà Lan                | Kim Kötter               |
| Nicaragua             | Marianela Lacayo Mendoza |
| Nigeria               | Chinenye Ochuba          |
| Bắc Mariana           | Virginia Gridley         |
| Na Uy                 | Hege Hatlo               |
| Panama                | Justine Pasek            |
| Peru                  | Adriana Zubiate          |
| Philippines           | Karen Loren Agustin      |
| Ba Lan                | Joanna Dozdrowska        |
| Bồ Đào Nha            | Iva Catarina Lamarao     |
| Puerto Rico           | Isis Casalduc            |
| Nga                   | Oxana Fedorova           |
| Singapore             | Nuraliza Osman           |
| Slovakia              | Eva Dzodlova             |
| Slovenia              | Iris Mulej               |
| Nam Phi               | Vanessa Carreira         |
| Tây Ban Nha           | Vania Millan             |
| Thụy Điển             | Malou Hansson            |
| Thụy Sĩ               | Jennifer Ann Gerber      |
| Thái Lan              | Janjira Janchome         |
| Trinidad & Tobago     | Nasma Mohammed           |
| Thổ Nhĩ Kỳ            | Cagla Kubat              |
| Ukraina               | Liliana Gorova           |
| Uruguay               | Fiorella Fleitas         |
| Hoa Kỳ                | Shauntay Hinton          |
| Quần đảo Virgin (Mỹ)  | Merlisa George           |
| Venezuela             | Cynthia Lander           |
| Nam Tư                | Slađana Božović          |

## Thông tin về các cuộc thi quốc gia

### Tham gia lần đầu
- Albania
- Trung Quốc

### Trở lại
Lần cuối tham gia vào năm 1995:
- Kenya

Lần cuối tham gia vào năm 1999:
- Guyana

Lần cuối tham gia vào năm 2000:
- Úc
- Mauritius
- Namibia

### Thay thế
- Tây Ban Nha – Người chiến thắng trong cuộc thi Hoa hậu Tây Ban Nha 2001 (Miss España), Lorena Van Heerde Ayala đã cắt đứt quan hệ với tổ chức Hoa hậu Tây Ban Nha và mất quyền đại diện cho Tây Ban Nha tham gia bất kỳ cuộc thi quốc tế nào sau khi một mối đe dọa chống lại Tổ chức Hoa hậu Tây Ban Nha của gia đình cô do vi phạm hợp đồng của cô với tổ chức, sau đó họ thay thế cô bằng Hoa hậu Tây Ban Nha 2002 Vania Millán theo yêu cầu của Tổ chức Hoa hậu Hoàn vũ[1][2].

### Bỏ cuộc
- Argentina – Không có cuộc thi nào được tổ chức do cuộc khủng hoảng kinh tế Argentina năm 2001.
- Botswana – Không có cuộc thi nào được tổ chức cho đến năm 2004.
- Liban – Christina Sawaya đã từ chối tham gia vì cô không muốn tham gia cùng một cuộc thi với Hoa hậu Israel. Trong cùng năm cô đã tham gia Hoa hậu Quốc tế 2002 tổ chức tại Tokyo, Nhật Bản và đoạt vương miện.
- Malta – Loredana Zammit đã không thể tham gia do Tổ chức Hoa hậu Malta đã mất giấy phép của Tổ chức Hoa hậu Hoàn vũ năm đó.
- New Zealand – Không có cuộc thi nào được tổ chức.
- Paraguay – María Gabriela Riquelme Escuna đã không thể tham gia do Tổ chức Hoa hậu Paraguay đã mất giấy phép của Hoa hậu Hoàn vũ năm đó.
- Đài Loan – Không có cuộc thi nào được tổ chức.
- Turks & Caicos – Euwonka Selver đã không thể tham gia do thiếu tài trợ.
- Zimbabwe – Tổ chức Hoa hậu Hoàn vũ Zimbabwe đã quyết định ngừng tổ chức cuộc thi vì cuộc khủng hoảng kinh tế và chính trị Zimbabwe từ năm 2000.

### Không tham gia
- Barbados – Cuộc thi quốc gia đã được hoãn lại cho đến tháng 12.
- Belize – Karen Russell không thể tham gia do thiếu tài trợ, nhưng sau đó cô đã tham gia Hoa hậu Thế giới 2002.
- Anh Quốc – Yana Booth
- Hồng Kông – Dương Tư Kỳ – Tổ chức Hoa hậu Hồng Kông đã mất giấy phép tham gia của Tổ chức Hoa hậu Hoàn vũ vào năm 2001 do thiếu quan tâm đối với cuộc thi.
- Indonesia – Angelina Sondakh
- Sint Maarten – Bernice Gumbs – Do thiếu tài trợ.

## Thông tin về cuộc thi
- Cuộc diễu hành của các thí sinh đã được tổ chức ngoài trời trên các đường phố của Old San Juan lần đầu tiên và các thí sinh đều mặc trang phục dân tộc và trình diễn theo thứ tự bảng chữ cái. Hình thức cuộc diễu hành này được tiếp tục thực hiện cho đến năm 2005, mặc dù từ năm 2003-2005, các thí sinh đã không mặc trang phục dân tộc của họ trong cuộc diễu hành.
- Brazil – Josiane Oliveira bị truất ngôi sau cuộc thi "Big Brother Brasil" khi Tổ chức Hoa hậu Brazil phát hiện ra rằng cô ấy đã lập gia đình. Á hậu 1 cuộc thi Hoa hậu Brazil 2002 đã thay thế ngôi vị chỉ hai tháng trước khi cô trao lại vương miện cho người kế nhiệm.